# San Mamed de Urriós
Urriós (llamada oficialmente San Mamede de Urrós) es una parroquia española del municipio de Allariz, en la provincia de Orense, Galicia.

## Toponimia
La parroquia también es conocida por el nombre de San Mamed de Urriós.

## Organización territorial
La parroquia está formada por nueve entidades de población:
- As Bouzas
- Casnadagaia
- O Castro
- Urogo (Oroxo)
- A Pousa
- San Mamede
- Taín
- Vilares
- O Rial

## Demografía
| Gráfica de evolución demográfica de Urriós entre 2000 y 2021 |
|                                                              |
| Datos según el nomenclátor publicado por el INE.             |